# 科班·奈特
科班·奈特（英語：Corban Knight，1990年9月10日—），加拿大男子冰球运动员，场上位置是前锋。他曾代表加拿大国家队参加2022年冬季奥林匹克运动会冰球比赛，获得第6名。